# Zgrada Ribarnice u Splitu
Zgrada Ribarnice u Splitu nalazi se na adresi Kraj sv. Marije / Obrov 5. U zgradi je smještena splitska Ribarnica.

## Opis
Zgrada splitske Ribarnice izgrađena je 1890. prema projektu Ante Bezića, na mjestu starih daščara u kojima se prodavala riba. Ribarnica je podignuta na 360 m2 u predjelu Obrov. Zgrada ima tlocrt nepravilnog četverokuta. Glavni je ulaz na istočnom pročelju u manjoj ulici, dok zapadno pročelje gleda na poljanu prema Marmontovoj ulici. U središnjoj osi istočnog pročelja su vrata jednostavne profilacije s polukružnim lukom u središtu kojega je zaglavni kamen s grbom grada Splita, a sam ulaz naglašen je i motivom trokutastog zabata. S obje strane glavnog ulaza je po jedan veliki prozor također lučnog završetka i jednostavne profilacije. Ostala pročelja imaju samo po jedna vrata od kojih su ona sjeverna zazidana, južna koriste samo ribari i trgovci, a zapadna vrata, naknadno otvorena, komuniciraju s poljanom koja je također u funkciji otvorene ribarnice. Dvostrešno krovište s rešetkastim veznicama velikog raspona i s bazilikalnim osvjetljenjem počiva na željeznim stupovima - nosačima s kapitelima koji su sastavni dio unutrašnjosti ribarnice. Interijer je do danas zadržao izvorni izgled: kameno popločenje i pultove za prodaju ribe. Iako vanjštinu zgrade splitske ribarnice karakterizira u osnovi historicističko oblikovanje, ostakljeni krov koji počiva na nosačima i vitkim stupovima od lijevanog željeza, s funkcionalnim bazilikalnim osvjetljenjem i nizom visoko postavljenih otvora za ventilaciju, lijep je primjer inženjerske konstrukcije koncem 19. st. u Splitu.
U neposrednoj blizini, u Marmontovoj ulici su:
- Sumporne toplice
- Kuća Duplančić
- Galerija fotografije Fotokluba Split
- Salon Galić
- Trg Prokurative

## Zaštita
Pod oznakom Z-5366 zavedena je kao nepokretno kulturno dobro - pojedinačno, pravna statusa zaštićena kulturnog dobra, klasificiranog kao profana graditeljska baština, javne građevine.

## Vanjske poveznice
|  | Zajednički poslužitelj ima još gradiva o temi Zgrada Ribarnice u Splitu |